# Поштова фіскальна марка

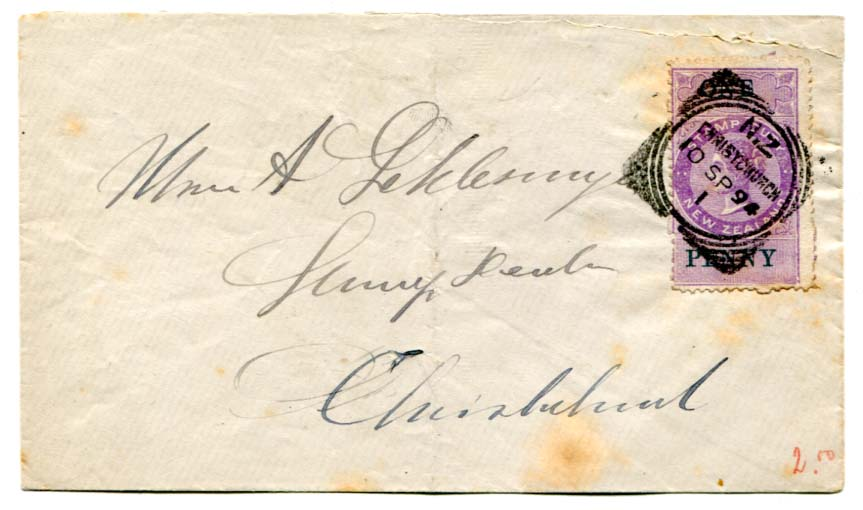
Фіскальна марка Нової Зеландії в Крайстчерчі, Нова Зеландія, 1894 рік.

Поштова фіскальна марка — фіскальна марка, дозволена для поштового використання. Поштові збори можуть виникнути через брак поштових марок для країни або поза економікою для використання застарілих або надлишкових запасів марок доходу. Поштові фіскальні марки слід відрізняти від марок із позначкою «Поштова оплата та доходи», які завжди призначалися або для використання, або від марок доходу, які використовувалися випадково або тому, що місцеві поштові правила не забороняли таке використання. Поштовий фіскальний статус зазвичай можна визначити лише за погашенням на використаних марках або за місцем знаходження марки на обкладинці.

## Об'єднане Королівство

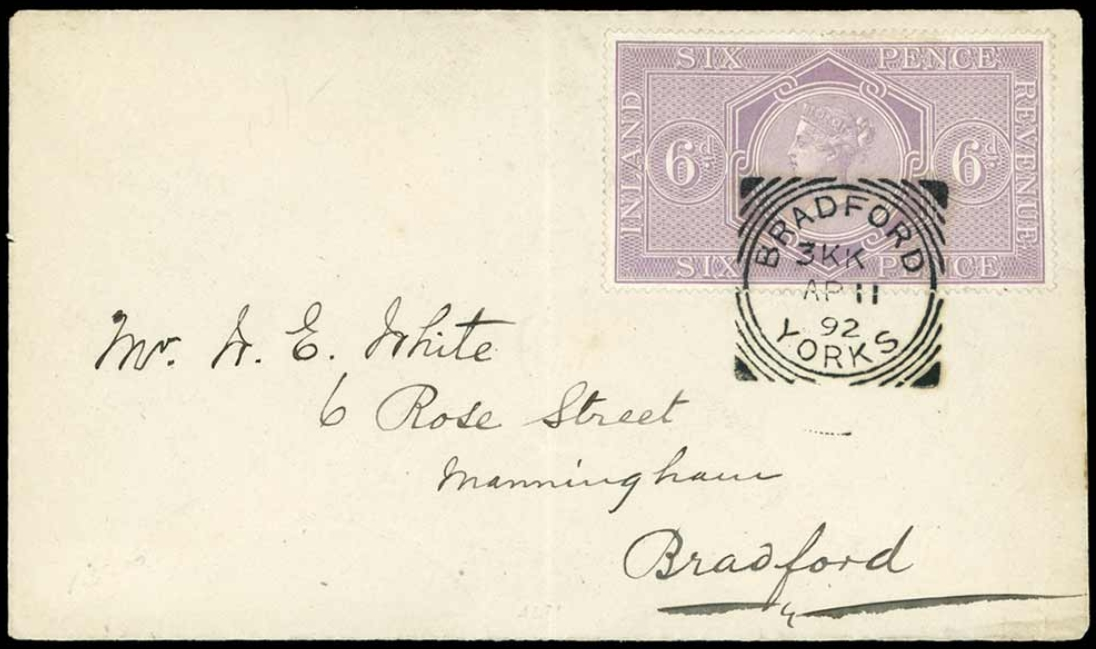
Британська податкова марка 6d, яка використовувалася в Бредфорді, 1892 рік

Поштові фіскали були дозволені з 1 червня 1881 року. Ці марки також мали поштову силу в британських колоніях, таких як Мальта, де на той час використовувалися британські марки, а також у британських поштових відділеннях за кордоном у таких місцях, як Бейрут.

## Нова Зеландія
З 1 квітня 1882 року фіскальні марки стали дійсними для поштового використання і навпаки. Так тривало до 1960-х років. Фіскали Нової Зеландії, надруковані на різних тихоокеанських островах, так само були дійсними для поштових цілей, а на таких островах, як Ніуе та Токелау, вони використовувалися лише для поштових відправлень і не були дійсними для використання у фіскальних цілях.

## Інші країни
Кілька інших країн використовували поштові фіскальні марки, зокрема Бечуаналенд, Домініка, Гонконг, Тобаго, Венесуела та Західна Австралія.